# Dani Wadada Nabudere
 (janvier 2024).
 (janvier 2024).
La mise en forme du texte ne suit pas les recommandations de Wikipédia : il faut le « wikifier ».
Les points d'amélioration suivants sont les cas les plus fréquents. Le détail des points à revoir est peut-être précisé sur la page de discussion.
- Les titres sont pré-formatés par le logiciel. Ils ne sont ni en capitales, ni en gras.
- Le texte ne doit pas être écrit en capitales (les noms de famille non plus), ni en gras, ni en italique, ni en « petit »…
- Le gras n'est utilisé que pour surligner le titre de l'article dans l'introduction, une seule fois.
- L'italique est rarement utilisé : mots en langue étrangère, titres d'œuvres, noms de bateaux, etc.
- Les citations ne sont pas en italique mais en corps de texte normal. Elles sont entourées par des guillemets français : « et ».
- Les listes à puces sont à éviter, des paragraphes rédigés étant largement préférés. Les tableaux sont à réserver à la présentation de données structurées (résultats, etc.).
- Les appels de note de bas de page (petits chiffres en exposant, introduits par l'outil «  Source ») sont à placer entre la fin de phrase et le point final[comme ça].
- Les liens internes (vers d'autres articles de Wikipédia) sont à choisir avec parcimonie. Créez des liens vers des articles approfondissant le sujet. Les termes génériques sans rapport avec le sujet sont à éviter, ainsi que les répétitions de liens vers un même terme.
- Les liens externes sont à placer uniquement dans une section « Liens externes », à la fin de l'article. Ces liens sont à choisir avec parcimonie suivant les règles définies. Si un lien sert de source à l'article, son insertion dans le texte est à faire par les notes de bas de page.
- La présentation des références doit suivre les conventions bibliographiques. Il est recommandé d'utiliser les modèles {{Ouvrage}}, {{Chapitre}}, {{Article}}, {{Lien web}} et/ou {{Bibliographie}}. Le mode d'édition visuel peut mettre en forme automatiquement les références.
- Insérer une infobox (cadre d'informations à droite) n'est pas obligatoire pour parachever la mise en page.

Pour une aide détaillée, merci de consulter Aide:Wikification.
Si vous pensez que ces points ont été résolus, vous pouvez retirer ce bandeau et améliorer la mise en forme d'un autre article.
Dani Wadada Nabudere (15 décembre 1932 - 9 novembre 2011) est un universitaire Ougandais, avocat, homme politique, auteur, politologue et spécialiste du développement. Au moment de son décès, il est professeur à l'Université islamique d'Ouganda et directeur du Marcus Garvey Pan-Afrikan Institute, basé à Mbale, en Ouganda.
Son travail politique, intellectuel et communautaire s'étend sur plus d'un demi-siècle d'activisme public. Parmi ses engagements figurent la sécurité alimentaire, la paix, les transmissions du savoir, la contribution de l'Afrique au monde, les solidarités transfrontalières, l'économie politique internationale, le panafricanisme, la défense des communs, le développement des sites communautaires du savoir, et l'économie et la justice restauratrices.
Dani Nabudere a été ministre de la justice de l'Ouganda en 1979 et ministre de la culture, du développement communautaire et de la réhabilitation de l'Ouganda en 1979-1980 au sein du gouvernement intérimaire de l'UNLF en Ouganda. Il a été président de l'Association africaine de science politique de 1983 à 1985 et vice-président de l'Association internationale de science politique (IPSA) de 1985 à 1988. Il est engagé dans un accord de collaboration avec l'Université d'Afrique du Sud dans des projets de recherche conjoints sous le thème général de « revendiquer le futur ». Il est le fondateur et directeur de l'Institut Marcus Garvey Pan-Afrikan (MPAI), à Mbale, en Ouganda. Au cours des dix dernières années de sa vie, Nabudere a travaillé à la création d'organisations pour aider les communautés rurales et faire entendre leur voix sur les questions qui concernent leur vie.

## Biographie

### Jeunesse
Dani Wadada Nabudere est né le 15 décembre 1932 à Budadiri, en Ouganda, dans une famille du village de Bumayamba, à Buyobo.
Nabudere a fréquenté l'école de Bugisu, puis est diplômé de l'Aggrey Memorial College de Bunamwaya. Il est commis des services postaux pendant plusieurs années, avant de postuler pour étudier le droit au Royaume-Uni. Au début des années 1960, il se rend en Angleterre pour étudier le droit, et a obtenu un baccalauréat en droit en 1963, et est admis comme avocat au Lincoln's Inn, à Londres,.

### Dans le mouvement indépendantiste ougandais
Nabudere est entré sur la scène politique nationale dans les années 1960. En tant qu'étudiant à Londres en 1961, il a été membre du comité exécutif de l'Association des étudiants ougandais du Royaume-Uni avec Yash Tandon, Ateker Ejalu, Chango Machyo et Edward Rugumayo, qui joueront un rôle important dans l'histoire ougandaise. L'UGASA s'est engagée à développer la conscience politique des jeunes Ougandais qui étudient ou travaillent au Royaume-Uni et en Europe. L'une des principales activités de l'organisation est alors de faire pression sur les parlementaires britanniques pour obtenir l'indépendance de l'Ouganda (qui sera effective en 1962),.

### Activisme sous le gouvernement Obote
À son retour du Royaume-Uni en 1964, il tombe en disgrâce auprès du Congrès du peuple ougandais (UPC). L'UPC était un parti nationaliste radical. Son secrétaire général de l'époque, John Kakonge, est proche des communistes et a de nombreux partisans parmi l'aile jeunesse du parti, parmi lesquels Nabudere. Lors de la conférence de Gulu en 1964, l'aile gauche a été écrasée par Milton Obote et la direction du parti. Naburere se dit socialiste marxiste alors que le gouvernement UPC de l'époque est opposé au communisme. En 1965, il est expulsé du parti avec Kirunda Kivejinja, Jaberi Bidandi-Ssali et Kintu Musoke. Cependant, même après son expulsion de l'UPC, Nabudere est resté un adversaire de l'aile Obote, conservant ses positions radicales. À peu près à la même époque, Nabudere et Raiti Omongin forment le premier parti maoïste en Ouganda. Au cours de cette période, Nabudere a également joué un rôle crucial dans les pourparlers d'unification entre Zanzibar et le Tanganyika.
Lorsqu'Obote a aboli les partis politiques et déclaré un État à parti unique en 1969, Nabudere est victime de la répression contre les militants politiques. Nabudere a, plus tôt en 1963, formé un groupe d'activistes basé à Mbale, appelé le Comité de solidarité Ouganda Vietnam, pour faire campagne contre l'impérialisme américain et la guerre au Vietnam.
En septembre 1965, Nabudere est accusé par un membre du Parlement ougandais d'avoir organisé un « complot communiste » pour renverser le gouvernement. En décembre 1969, à la suite d'une tentative d'assassinat contre Obote lors d'un congrès de l'UPC, Nabudere (entre autres) est arrêté et placé en détention en vertu des lois d'urgence. Il est libéré fin novembre 1970.

### Sous le gouvernement d'Idi Amin Dada
Lorsque Idi Amin Dada a pris le pouvoir en janvier 1971, un certain nombre d'Ougandais de gauche ont décidé de travailler avec son gouvernement, mais ils ont rapidement été déçus et un certain nombre d'entre eux ont démissionné du gouvernement en 1972, à commencer par Edward Rugumayo. Nabudere est nommé par Idi Amin Dada en 1971 président des chemins de fer et des ports d'Afrique de l'Est basé à Nairobi, au Kenya. En 1974, protestant contre la brutalité d'Amin, il  démissionne et déménage en Tanzanie, où il devient l'un des dirigeants du mouvement de résistance anti-Amin Dada,

### Années 1970: l'exil à Dar Es Salaam etThe Debate
En tant qu'universitaire, Nabudere a joué un rôle central dans au moins trois débats importants sur le plan politique et pédagogique à l'Université de Dar es Salaam à la fin des années 1960 et au cours des années 1970. Ces débats académiques et populaires étaient suivis de près à l'époque, et furent formateurs à l'ère des États africains nouvellement indépendants, pendant laquelle des dirigeants politiques comme Julius Nyerere, Kwame Nkrumah, ou Sekou Touré, et des universitaires comme Nabudere, Mamdani, ou Cheikh Anta Diop étaient mobilisés pour faire avancer soit des formes particulières du socialisme africain, du marxisme, des idéespanafricaines, soit pour adapter la théorie du développement aux contextes africains.
Le premier débat concernait la Tanzanie, la direction dans laquelle elle allait et comment elle pourrait montrer la voie au reste de l'Afrique vers l'accomplissement du socialisme. C'était principalement un débat entre les radicaux tanzaniens, parfois rejoints par d'autres acteurs extérieurs, comme Walter Rodney et Nabudere.
Le second était un débat se tenant principalement parmi les membres africains du corps enseignant de l'Université, en particulier à la Faculté des sciences sociales, sur la façon dont la pédagogie dominante de leurs disciplines pourrait être remise en question et modifiée pour refléter le contexte et les conditions africaines,
Le troisième débat voit s'affronter principalement les Ougandais sur "la Colline", surnom donné à l'Université de Makerere, et ceux vivant en exil en Afrique de l'Estn parfois rejoints par d'autres, même en dehors de l'Afrique de l'Est. Il s'inspire en partie du livre de Nabudere Imperialism and Revolution in Uganda (1980) et de sa critique par Mahmood Mamdani, Harkishan Bhagat et Karim Hirji . Plus tard, ces discussions ont été reproduites dans un livre intitulé The Dar es Salaam Debate on Class, State and Imperialism (1982), qui a été édité par Yash Tandon, avec une préface de Mohammad Babu, un révolutionnaire marxiste influent de Zanzibar. The Debate avait une valeur intellectuelle, pédagogique mais aussi politique et stratégique pour l'Ouganda mais aussi pour l'Afrique et le tiers monde. L'importance de ce débat est devenue claire dans les premiers mois de 1979, alors que ces mêmes questions prenaient une importance politique concrète après l'invasion de la Tanzanie par Amin Dada en décembre 1978 . La Tanzanie a repoussé l'invasion, mais le président tanzanien Julius Nyerere, a été confronté à un dilemme. Doit-il se rendre à Kampala, son armée devenant ainsi une « force d'occupation », ou doit-il essayer de forger un front politique ougandais uni pour prendre les rênes du gouvernement ? Il a opté pour cette dernière solution. Mais forger l'unité des forces en présence depuis l'Ouganda s'est avéré difficile.

### La «bande des quatre» et le Front de libération nationale de l'Ouganda
Dans son récit de la période du Front de libération nationale de l'Ouganda (UNLF), l'organisation politique autour de laquelle les exilés ougandais se sont unis pour renverser Amin Dada, Edward Rugumayo, qui est devenu président du conseil de direction de l'UNLF, affirme que Nabudere a joué un rôle central dans la formation du groupe de libération. Lors de la création de l'UNLF et de la formation d'un organe dirigeant connu sous le nom de Conseil consultatif national (NCC), Nabudere est élu président du comité politique et diplomatique. Il devient alors un dirigeant clé du NCC, aux côtés d'Edward Rugumayo, Yash Tandon et Omwony Ojwok . Ils étaient collectivement connus sous le nom de "Gang of Four" :128,135, une référence à la faction dirigeante communiste chinoise appelée le Gang des Quatre de la Révolution Culturelle Chinoise.
Sous le gouvernement intérimaire de l'UNLF, Nabudere a été nommé deux fois ministre du gouvernement : en 1979, il a été ministre de la Justice, et de 1979 à 1980, ministre de la Culture, du Développement communautaire et de la Réhabilitation.
La première administration du gouvernement UNLF sous le président Yusuf Lule n'a duré que six à huit jours. En septembre 1979, il est évincé du pouvoir par un vote de défiance proposé au parlement de transition, le NCC, présidé par Edward Rugumayo, et remplacé par le président Godfrey Binaisa. L'administration Binaisa est ensuite écartée du pouvoir par la Commission militaire de l'UNLF dirigée par Paulo Muwanga et Yoweri Museveni, et probablement soutenue par la Tanzanie.

### Les années 1980 et l'ère post-GRN
Lors du coup d'État militaire du 12 mai 1980 qui a renversé Binaisa et placé Paulo Muwanga au pouvoir, Nabudere part en exil, tout comme les trois autres membres de la « bande des quatre ».
En 1982, Nabudere déménage à Helsingør au Danemark, enseignant dans une université populaire. Ce fut l'une de ses années les plus productives en tant que chercheur. Il a écrit The Rise and Fall of Money Capital, publié en 1990 par une organisation appelée Africa in Transition,laquelle fut fondée par les frères Yash Tandon et Vikash Tandon. Il s'agit d'une analyse de la monnaie révisant Marx, Engels, Hilferding, Rosa Luxemburg et Keynes, critiqués par Nabudere. Nabudere a effectué une analyse historique de la montée de l'argent en tant qu'argent (par opposition à son évolution en tant que capital), et a fait la prédiction que l'argent finira par vaincre le capital, puis rencontrera sa propre disparition en tant qu'instrument de crédit, ce que l'on peut rapproche des phénomènes économiques de la première décennie du XXIe siècle, s'inscrivant dans la « financiarisation du capital »..Plus tard, un résumé du livre est publié par Fahamu, intitulé The Crash of International Finance-Capital and Its Implications for the Third World (2009), auquel Yash Tandon a écrit une préface,.
Nabuder a vécu en exil jusqu'en 1993, date à laquelle le président Museveni l'a invité à revenir dans le pays pour faire partie de l'Assemblée constituante (AC).
À son retour, il se fait critique de la présidence de Museveni. Au cours de l'assemblée constituante, Nabudere a souvent conduit les membres de l'Assemblée à entreprendre des cessions de travail lorsqu'ils n'étaient pas d'accord avec les autres membres de l'AC. Il s'est également joint à Aggrey Awori pour former le National Caucus for Democracy (NCD), un groupe de pression au sein de l'assemblée.

### La MPAI et Afrikologie
Nabudere a fondé le Marcus Garvey Pan-Afrikan Institute (MPAI) à Mbale, en Ouganda, dont l'objectif est de créer un référentiel de connaissances sur la science, la philosophie, la médecine et d'autres connaissances indigènes africaines qu'il a appelé l'« Afrikologie ». MPAI devient ensuite une université, dont il fut le premier chancelier désigné,.

### Décès
Après avoir souffert de diabète et d'hypertension artérielle, Nabudere est décédé chez lui aux premières heures du 9 novembre 2011.

## Publications notables

### Ouvrages
- The Political Economy of Imperialism, 1976, Tanzania Publishing House and Zed Press, London;
- Essays on the theory and practice of Imperialism, 1979, Onyx Press, London;
- Imperialism in East Africa, 1980, Zed Press, London (in two volumes);
- Imperialism and Revolution in Uganda, 1980, Onyx Press, London;
- The Crash of International Finance Capital and its implications for the Third World, SAPES Trust, 1989, Harare, Zimbabwe;
- Democracy and the One-Party State in Africa, Institut Für Afrika Kunde, Hamburg, Germany, 1989; Co-edited with P. Meynes;
- The Rise and Fall of Money Capital, 1990, Afrika in Trust, Harare/London;
- Uganda Referendum 2000: Winners and Losers, Monitor Publications, Kampala;
- Pan-Africanism and Integration in Africa, 2002, SAPES Publications, Harare, Zimbabwe, co-edited with Ibbo Mandaza;
- The Global Capitalist Crisis and the Way Forward for Africa, Kampala, 2009.
- The Crash of International Finance Capital and its implications for the Third World, Republié par Ufahamu, London, 2009.
- Afrikology, Philosophy, and Wholeness: An Epistemology, Africa Institute of South Africa, PRETORIA, February 2011.

### Autres écrits choisis
- Government should be clear on Obote
- Development theories, knowledge production and emancipatory practice Chapitre dans 'The development decade? economic and social change in South Africa, 1994–2004', Vishnu Padayachee,
- The Crash of International Finance-Capital and its Implications for the Third World
- Brave Faces Won't Resolve New Crisis